# 拉法援助分發點槍擊案
自東歐夏令時間2025年5月27日起，巴勒斯坦國加沙地帶拉法一個新設立的援助分發點出現混亂，多名巴勒斯坦人在蜂擁而至時遭以軍槍擊，造成嚴重傷亡。該分發站由獲美國支持的加沙人道主義基金會營運。首宗事件發生在5月27日，導致10人死亡、62人受傷；至6月1日，又再有31人喪生、170人受傷。
以色列國防軍表示，他們當時只發射「警告性射擊」，但一名聯合國官員指出，大部分傷勢其實是由以軍的實彈所致。事件正值加沙人道主義基金會正式展開營運的第一天，而在此之前，以色列自2025年3月初起對加沙實施為期11週的封鎖，嚴重阻礙人道援助進入，加劇當地原已嚴峻的人道危機。

## 背景
早在2023年10月7日哈馬斯襲擊以色列之前，以色列便已在通往加沙的邊境設置檢查站，由以色列政府與國防軍控制人道援助進出通道。多年來，援助物資的運送屢遭阻礙，原因包括以色列方面實施封鎖措施，或以色列民眾的干預行動。自2025年3月2日起，加沙獲准接收的人道援助大幅減少，「糧食安全綜合階段分類」（IPC）更警告當地可能爆發飢荒危機。此外，以色列與美國指控哈馬斯盜取援助物資，雖然該組織否認，但有關爭議進一步阻礙援助發放。加沙人道主義基金會於5月26日在拉法設立新的物資分發中心，正式啟動營運。
加沙人道主義基金會營運設施的保安由美國承包商負責，主要為Safe Reach Solutions（SRS），場地周邊則由以色列軍隊巡邏戒備。整個分發系統設有鐵絲網圍欄，引導巴勒斯坦人進入類似軍事基地的設施，四周堆有大型沙丘作為屏障。巴人需通過身份審查及是否涉及哈馬斯活動的檢查，方可領取糧食。聯合國對加沙人道主義基金會的整體規劃表示強烈譴責，並重申不會參與任何違背人道主義原則的援助計劃。

## 槍擊案

### 5月
2025年5月27日，由加沙人道主義基金會營運的援助分發點，在拉法特爾蘇丹區正式開始發放物資，由以色列國防軍全程監督。大批巴勒斯坦民眾，包括婦孺，聚集領取食物包，引發現場混亂。不少人攀爬圍欄、穿越狹窄通道，爭相衝向物資區。加沙人道主義基金會表示，混亂情況一度迫使駐場的美國人員撤離，讓部分加沙民眾得以「安全地領取援助並逐步散去」。
加沙地帶政府媒體辦公室指控，以軍坦克向聚集民眾開火，釀成嚴重死傷，初步造成3死48傷，並將事件定性為「蓄意屠殺」及「徹底的戰爭罪行」。其後傷亡人數更新為10人死亡、62人受傷。以軍否認開火，聲稱只是對設施外圍發射「警告性射擊」，以控制現場秩序。然而，聯合國發言人駁斥以方說法，指出「大部分傷者實際上是遭以軍槍擊所致」。
網上流傳片段可見，現場群眾驚慌逃離分發中心，遠方傳來密集槍聲，畫面中還出現軍用直升機在空中發射照明彈。
至5月28日，加沙地帶政府媒體辦公室再表示，在過去48小時內，以軍於援助分發點現場造成10名平民喪生、62人受傷。而根據巴勒斯坦醫療消息來源，5月31日再有3人在嘗試前往拉法的分發點時遇害。加沙衛生部則表示，截至目前，該地點的總死亡人數已增至17人，另有86人受傷、5人失蹤。

### 6月
2025年6月1日，加沙衛生部指控以色列國防軍在拉法援助分發點開火，導致32名平民喪生、逾250人受傷。巴勒斯坦紅新月會表示，其救護隊伍從現場救出至少23具遺體及23名傷者。納賽爾醫院急症部門指出，當日共接收150名傷者及28具遺體。
對於相關報道，加沙人道主義基金會反駁指資料為「虛假」及「由哈馬斯捏造」，並發佈一段未標示日期的閉路電視影片，畫面中氣氛平靜，以此支持其說法。以軍亦否認曾在援助分發中心「內部或附近」開火，並發佈一段無人機片段，聲稱顯示在汗尤尼斯一帶，巴勒斯坦武裝分子曾向準備領取援助的平民投擲石頭及開火。
然而，加沙衛生部、當地醫院官員及多名現場目擊者皆指控，以軍為該輪槍擊的主導者。無國界醫生組織亦引述納賽爾醫院病人稱，他們曾「從四面八方遭以色列無人機、直升機、軍艦、坦克及士兵開火」。
6月2日，加沙政府媒體辦公室再指，以軍在援助分發點附近再度開火，造成3死35傷。以方則辯稱，開槍對象為「接近士兵的可疑人士」。辦公室同時指出，自5月27日以來，以軍行動已造成75人喪生、逾400人受傷。
6月3日，以軍稱一批民眾偏離拉法援助分發點的指定通道，其部隊遂開火，釀成至少27人死亡、161人受傷。國際紅十字會則報告事件造成184人受傷。

### 7月
7月12日，以色列军队在加沙人道主義基金會的物資分發點附近向試圖領取物資的巴勒斯坦人開槍，造成30多人死亡。
7月20日，至少有85名巴勒斯坦人在寻求援助时被以色列国防军杀害，另有150多人受伤。
7月28日，以军向等待援助的民众开枪，导致至少8人死亡。

## 反應
- 美国：美國駐以色列大使麥克·赫卡比批評傳媒「報道魯莽且不負責任」，並指「這些誤導、誇大甚至完全捏造的消息，唯一來源就是哈馬斯」[23]。

- 以色列：以色列國防軍發言人埃菲·德弗林則指責哈馬斯「散播謠言」，並「以粗暴暴力手段試圖阻止加沙民眾前往領取援助」[23]。

- 欧洲联盟：在5月27日事件發生翌日，歐盟外交與安全政策高級代表卡婭·卡拉斯批評由加沙人道主義基金會主導的援助體系，強調歐盟不支持「將人道援助私有化的任何形式」[31]。

- 联合国：聯合國近東巴勒斯坦難民救濟和工程處（UNRWA）署理總幹事菲利普·拉札里尼形容事件「不安全且不具尊嚴」，並批評其「分散了外界對暴行的關注」。聯合國人道事務協調廳發言人延斯·拉爾克同樣抨擊加沙人道主義基金會計劃，指其「轉移了人道工作真正的重點──包括重新開放所有通往加沙的口岸、在當地建立安全環境，以及加快我們在邊境外等待入境的緊急物資之審批與通行」[32]。聯合國秘書長安東尼奧·古特雷斯對「巴勒斯坦人在領取援助期間遭殺害及受傷」的報道感到震驚，並呼籲就相關事件展開獨立調查[23]。

- 無國界醫生：無國界醫生表示，他們曾收治多名襲擊中的傷者，形容事件為「一場屠殺」，並指出：「配合針對平民的轟炸行動及強迫遷徙命令，將援助武器化的做法可能已構成危害人類罪」[33]。